# Berg en Dal (Amersfoort)

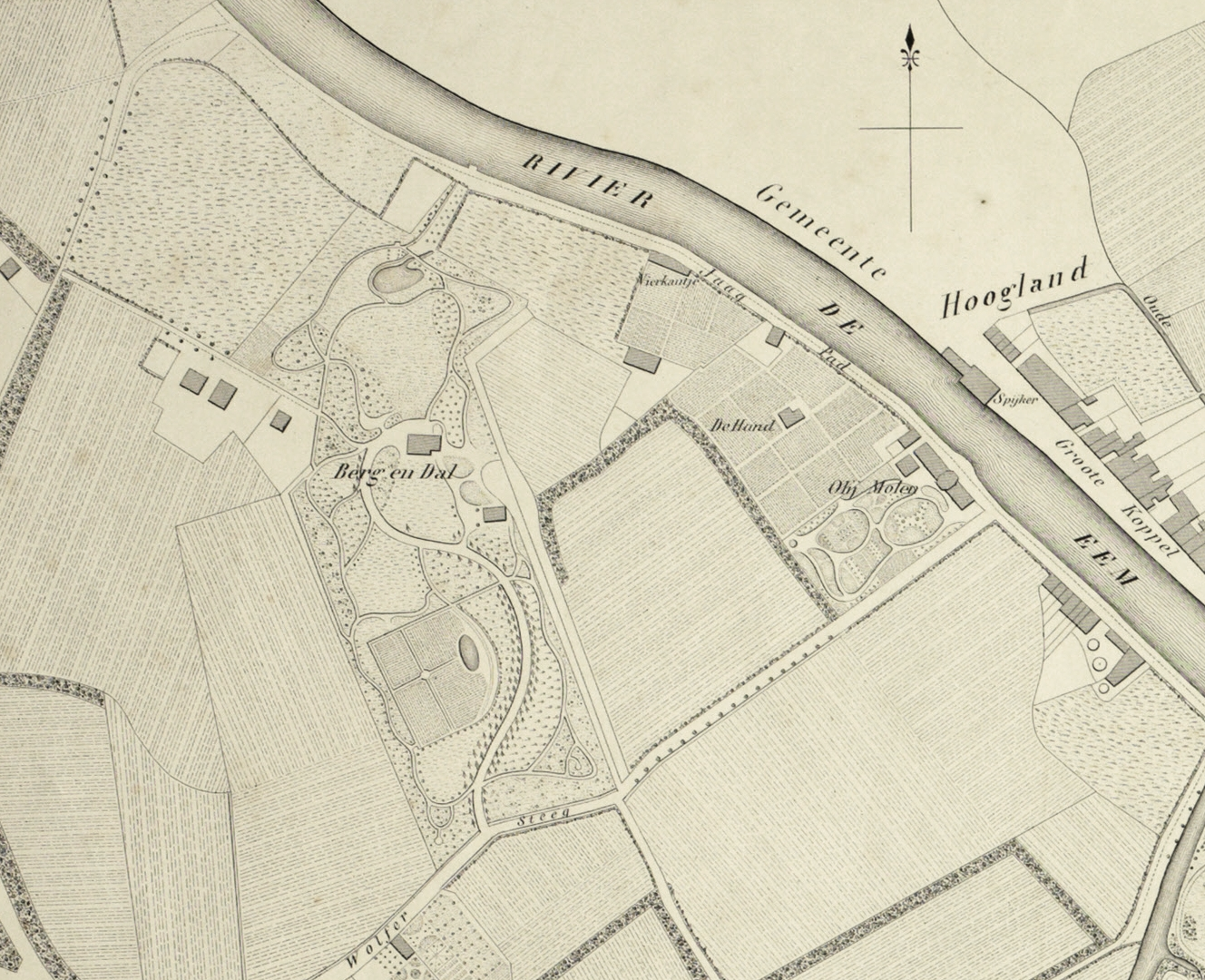
Uitsnede van een kaart van D.J. Thomkins uit 1846 met o.a. buitenplaats Berg en dal.

Berg en Dal was een buitenplaats bij Amersfoort. Een landhuis met de naam “Berg en Dal” werd in het begin van de 19e eeuw gebouwd door een Amsterdamse koopman op een hooggelegen zandopduiking in het gebied ten noordwesten van Amersfoort. Het wisselde binnen korte tijd twee keer van eigenaar. In 1835 werd de militair Charles Nepveu de bewoner. Hij breidde het landgoed uit tot een meer dan 15 ha. groot gebied. Zijn zoon verkocht in 1881 de helft van het landgoed, inclusief het landhuis. Hij trok zich terug op een oude hoeve, die hij omdoopte tot “Ma Retraite”. Toen hij in 1903 overleed kocht de gemeente het huis en de grond. Het hele landgoed werd met de grond gelijk gemaakt. Op de plaats van het landgoed werd een industrieterrein aangelegd. Op dit terrein bevindt zich thans De Nieuwe Stad. 

## Scherpenberg en Boezemberg
Amersfoort ligt op de overgang van de Utrechtse Heuvelrug en het lager liggende Eemland. In het moerassige gebied rondom de rivier de Eem liggen verschillende hogere zandbulten. Eén daarvan ligt iets ten westen van de Eem, op een halve kilometer van de Koppelpoort, ongeveer op de plaats waar sinds 1936 de Prodentfabriek staat. Dit heuveltje wordt voor het eerst genoemd in 1344. De naam is dan “Scherpenberg”. Deze naam raakt in onbruik. In 1419 wordt de naam “Boezemberg” al gebruikt.
Het heuveltje wordt in verschillende middeleeuwse akten genoemd. Het wordt aannemelijk geacht dat Matthias Withoos de Boezemberg als uitzichtpunt genomen heeft voor het Gezicht op Amersfoort dat hij in 1671 schilderde. Mogelijk hebben Braun en Hogenberg op hun kaart van Amersfoort uit de stedenatlas van 1588 op de plaats van de Boezemberg het kapelletje van Isselt gesitueerd. Dat ligt in werkelijkheid meer dan een kilometer verder van de stad. 
Er zijn vage aanwijzingen voor een boerderij of versterking vóór 1344 op de heuvel. Er is wat meer zekerheid over een vijftiende-eeuwse molen op of vlak naast het bergje. Duidelijke vermeldingen van bewoning dateren uit de zeventiende eeuw. Tussen de Eem en de heuvel wordt dan een windvolmolen gebouwd. Die krijgt de naam “Boezemberg” en werd ook wel “Pismeulen” genoemd. De molen is rond 1750 alweer verdwenen.
“Boezemberg” was ook de naam van een boerenhofstede, die ten westen van de molen stond, aan de voet van de heuvel. In de negentiende eeuw maakte de boerderij deel uit van het landgoed Berg en Dal. In een verkoopadvertentie van de buitenplaats Berg en Dal - in de Utrechtse Courant van 20 april 1835 -  wordt de bijbehorende boerderij Boezemberg als volgt omschreven : “woonhuis, stalling, schuur en verder getimmerten, voorts een tuin en boomgaard, zeer zware eiken- en beuken boomen en wallen van eiken hakhout met de bouwlanden daarbij behoorende, te zamen groot omtrent 5 bunder en 40 roeden”
De iets hogere ligging van het parkeerterrein achter de Prodentfabriek is thans het enige wat nog herinnert aan de Boezemberg.

## Buitenplaats Berg en Dal
In 1819 kocht de Amsterdamse koopman en commissionair George Conrad Lange de beboste heuvel en aanliggende gronden. Hij bouwt er een landhuis met de naam Berg en Dal.  Al in 1827 wordt het pas gestichte landgoed verkocht aan Frederik Hendrik Justus Baron van Utenhove (Utrecht, 2 maart 1777 - Soest, 15 januari 1838) Hij verwerft de boerderij Boezemberg en omliggende gronden. Hij laat een ongeveer vier hectare grote tuin aanleggen in Engelse landschapsstijl. 
Ook Van Utenhove verkoopt alweer snel: in 1835 worden het buitenverblijf Berg en Dal en de boerderij Boezemberg geveild. De tekst van de verkoopadvertentie luidt:
Het bijzonder aangenaam en allerschoonst gelegen buitenverblijf, genaamd Berg-en-Dal, of het Hoogje, hebbende een zeer fraai uitzigt over de rivier den Eem en over de Naarder- en Utrechtse straatwegen, bestaande in eene sedert weinige jaren geheel nieuw zeer net betimmerde en moderne heeren huizinge, voorzien van vier beneden- en vijf bovenkamers, allen behangen en meest alle van stookplaatsen voorzien; wijders een kabinetje, knechts- en meidenkamer, eene ruime keuken met pomp- en regenbakken en verdere gemakken, voorts een wijn- en provisiekelder, een afgesloten turfzolder en groote droogzolder, loopende over het geheele huis, mitsgaders in eene geheel nieuwe gebouwde gestucadoorde paardenstalling voor 4 of 6 paarden en ruim koetshuis, benevens eene werken houtloots en menagerie. En wijders een zeer groote en vruchtbare tuin, beplant met exquise vruchtboomen, vischvijvers, lanen en wandelboschen met opgaande boomen en verder houtgewas, te zamen groot in het geheel ongeveer 3 bunders, en 50 roeden.
De nieuwe eigenaar is Charles (later: baron) Nepveu. Hij breidt het landgoed nog wat verder uit. Het bereikt dan een omvang van meer dan 15 hectare. Hij ontvangt er veel prominenten. Een deel van het landgoed wordt verpacht en de tuin wordt verfraaid. 
Nepveu overlijdt in 1871. Zijn enige kind, Jean Laurent baron Nepveu erft het landgoed. Hij heeft een passie voor bloemen en laat onder meer een bloementuin aanleggen. In 1881 verkoopt hij ongeveer de helft van de grond, waaronder het herenhuis en het park. Het herenhuis wordt uiteindelijk in 1915 afgebroken. 
Jean Laurent trekt zich terug op de oude boerenhoeve Boezemberg, dat hij omdoopt tot “Ma Retraite”. 
In 1903 sterft Jean Laurent kinderloos. De gemeente koopt “Ma Retraite” op, en het terrein wordt bestemd voor de Gemeentelijke Reinigingsdienst. In 1926 wordt de hoeve gesloopt. Het koetshuis blijft nog een tijdje in gebruik als noodwoning voor behoeftige gezinnen. 